# Соловьёв (Губичский сельсовет)
Соловьёв (бел. Салаўёва) — упразднённый в 2018 году посёлок в Губичском сельсовете Буда-Кошелёвского района Гомельской области Белоруссии.

## География
В 17 км на юго-запад от районного центра и железнодорожной станции Буда-Кошелёвская (на линии Жлобин — Гомель), 43 км от Гомеля.

## Транспортная сеть
Рядом автодорога Жлобин — Гомель. Застройка деревянная усадебного типа.

## История
Основан в начале 1920-х годов переселенцами с соседних деревень на бывших помещичьих землях. В 1929 году жители посёлка вступили в колхоз. В 1959 году в составе колхоза «Авангард» (центр — деревня Старая Буда).
До 16 декабря 2009 года в составе Старобудского сельсовета.
12 мая 2018 года посёлок Соловьёв упразднён.

## Население

### Численность
- 2004 год — 2 хозяйства, 4 жителя

### Динамика
- 1959 год — 42 жителя (согласно переписи)
- 2004 год — 2 хозяйства, 4 жителя